# Милан Челекетић
Милан Челекетић (Мокрин, код Кикинде, 12. август 1946) је бивши официр ЈНА, ВРС, ВЈ и пензионисани генерал-потпуковник Српске војске Крајине.

## Биографија
Рођен је 12. августа 1946. у Мокрину, општина Кикинда од оца Петра и мајке Анице. Основну школу завршио је 1963, средњу машинску техничку школу 1967, након чега уписује Војну академију Копнене војске - смер оклопних и механизованих јединица коју завршава 1971. године и Командно-штабну академију Копнене војске 1982. Произведен је у чин потпоручника оклопних и механизованих јединица 31. јула 1971, а унапређен у чин поручника 1973. (ванредно), капетана 1976, капетана прве класе 1979, мајора 1983, потпуковника 1988, пуковника 1991. (ванредно), генерал-мајора 16. јуна 1994. године (ванредно) и генерал-потпуковник 1995. године.
Пензионисан је 30. 12. 1994. године у Војсци Југославије. Служба му је настављена у СВК све до окупације Западне Славоније. Након тога је средином маја 1995. године поднио оставку.
Обављао је дужности: командир вода (1971-1972), Суботица; командир механизоване чете (1972-1977), Суботица; официр у Гарди ЈНА (1977-1982), Београд; референт за оперативно-наставне послове у бригади (1982-1984), Копривница; командант оклопног батаљона (1984-1988), Копривница; начелник штаба 78. моторизоване бригаде (1988-1990), Копривница; начелник штаба 265. механизоване бригаде (1990-1992), Бјеловар; командант 16. пролетерске моторизоване бригаде 5. Корпуса (ова бригада је престанком постојања ЈНА постала 16. крајишка моторизована бригада, 1. Крајишког корпуса ВРС) (1992-1993), Бања Лука; командант 18. западнославонског корпуса (30. јануар 1993 - 22. фебруар 1994), начелник штаба Српске војске Крајине, командант Главног штаба Српске војске Крајине (22. фебруар 1994 - 17. мај 1995), референт у Органу оклопно-механизованих јединица 1. армије (1993-1994), Београд.
Учествовао је у рату од 1. марта 1991. до 30. септембра 1992. и од 29. јануара 1993. до 31. марта 1994. године. Службовао је у гарнизонима: Суботица, Копривница, Бјеловар, Бања Лука, Окучани и Београд.
Пред правосудним органима Републике Хрватске оптужен је за неселективно гранатирање Сиска и Загреба.
Ожењен је и има двоје дјеце. Са породицом живи у Суботици.

## Одликовања и признања
Одликован у ЈНА: 
- Медаљом за војне заслуге (1975)
- Орденом за војне заслуге са сребрним мачевима (1978),
- Орденом народне армије са сребрном звездом (1980),
- Орденом заслуге за народ са сребрном звездом (1985)
- Орденом за војне заслуге са златним мачевима (1989).